# Oposek mysi
Oposek mysi (Marmosa murina) – gatunek ssaka z podrodziny dydelfów (Didelphinae) w obrębie rodziny dydelfowatych (Didelphidae).

## Taksonomia
Gatunek po raz pierwszy zgodnie z zasadami nazewnictwa binominalnego opisał w 1758 roku szwedzki przyrodnik Karol Linneusz nadając mu nazwę Didelphis murina. Miejsce typowe to Surinam; w oryginalnym opisie Linneusz jako miejsce typowe wskazuje Azję i Amerykę (łac. Habitat in Asia, America); ograniczone do Surinamu przez Oldfielda Thomasa w 1911 roku. Okaz typowy (lektotyp, sygnatura BMNH 67.4.12.542, Muzeum Historii Naturalnej w Londynie) to zachowana w płynie samica, z której wydobyto czaszkę i która najwyraźniej zaginęła.
M. murina należy do podrodzaju Marmosa. Kilka taksonów należących wcześniej do M. murina ( M. waterhousii i M. macrotarsus) zostało obecnie uznanych za odrębne gatunki. Autorzy Illustrated Checklist of the Mammals of the World uznają ten gatunek za monotypowy. 

### Etymologia
- Marmosa: nazwa nadana oposkowi w Brazylii, zgodnie z Sebą, i zaadaptowana w języku francuskim w formie marmose przez Buffona[23].
- murina: łac. murinus ‘mysio-szary’, od murinus ‘mysi’, od mus, muris ‘mysz’[24].

## Zasięg występowania
Oposek mysi występuje w Wenezueli, regionie Gujana, na Trynidadzie i Tobago i środkowej oraz wschodniej Brazylii (włącznie ze wschodnią Amazonią).

## Morfologia
Długość ciała (bez ogona) 9,1–24 cm, długość ogona 13,9–28 cm; masa ciała 19–100 g. Ubarwienie szare na grzbiecie i kremowe na brzuchu. Na pysku czarna maska.

## Ekologia
Biotop: zamieszkuje tereny położone nad leśnymi strumieniami, często pobliża siedzib ludzkich.
Tryb życia: nocny. Szybko i zwinnie wspina się po drzewach. Dzień spędza w dziuplach, opuszczonych ptasich gniazdach lub wśród konarów.
Pożywienie: małe bezkręgowce - owady, pająki; małe kręgowce np. jaszczurki; jaja ptaków i pisklęta; owoce.
Rozmnażanie: ciąża trwa 13 dni, rodzi się 5-10 młodych, które samica odchowuje przez 60-80 dni.

## Status zagrożenia
W Czerwonej księdze gatunków zagrożonych Międzynarodowej Unii Ochrony Przyrody i Jej Zasobów został zaliczony do kategorii LC (ang. least concern „najmniejszej troski”).